# Das erstaunliche Leben des Walter Mitty
Das erstaunliche Leben des Walter Mitty ist ein US-amerikanisches Komödien-Drama, in dem Ben Stiller Regie führt und die Hauptrolle spielt. Der Film basiert auf der Kurzgeschichte Walter Mittys Geheimleben von James Thurber und ist dessen zweite Verfilmung nach Das Doppelleben des Herrn Mitty aus dem Jahr 1947. Der Film startete am 25. Dezember 2013 in den US-amerikanischen Kinos. Der deutsche Kinostart fand am 1. Januar 2014 statt. Der Film nahm weltweit 188,2 Millionen US-Dollar ein.

## Handlung
Walter Mitty leitet das Fotoarchiv des renommierten Life-Magazins. Immer wieder verfällt er in Tagträume, in denen er heldenhafte Abenteuer erlebt und seine große Liebe findet. Er begegnet seiner neuen Kollegin, der alleinerziehenden Cheryl, traut sich jedoch zunächst nicht, sie anzusprechen. Cheryl hat, ebenso wie Walter, ein Profil bei der Online-Singlebörse eHarmony geschaltet, und der dortige Kundenberater Todd Maher ruft Walter im weiteren Verlauf immer wieder an, um ihn bei der Ausgestaltung seines Profils zu unterstützen.
Da wird bekanntgegeben, dass das Magazin zukünftig nur noch online erscheinen wird. Der arrogante Manager Hendricks leitet die Umstrukturierung des Unternehmens, der zahlreiche Arbeitsplätze zum Opfer fallen sollen. Die Titelseite der letzten gedruckten Ausgabe des Magazins soll ein Foto des bekannten Life-Fotografen Sean O’Connell zieren, das dieser als Teil einer Fotoserie zusammen mit einer ledernen, handsignierten Geldbörse als Geschenk an Walter geschickt hat. Es stellt sich jedoch heraus, dass ausgerechnet das Negativ des Titelfotos unauffindbar verschwunden ist. Hendricks droht Walter mit Kündigung, sollte das vermisste Negativ nicht wieder auftauchen.
Da O’Connell für seine Fotos durch die ganze Welt reist, ist er kaum zu kontaktieren. Walter und Cheryl finden heraus, dass er sich in Grönland befinden könnte, und Walter reist ihm kurzentschlossen nach. Dort erfährt er, dass O’Connell mit einem Fischerboot aufs Meer gefahren ist, und dass demnächst eine Lieferung für das Schiff per Helikopter zugestellt werden soll. Nur zögernd und durch einen Tagtraum mit Cheryl motiviert, steigt Walter zu dem betrunkenen Piloten in den Helikopter. Beim Fischerboot angekommen, eröffnet ihm der Pilot, dass Walter nur auf das Boot komme, wenn er aus dem Helikopter springe. Statt im Rettungsboot landet er im eiskalten Nordatlantik und wird von einem Hai attackiert, kann diesen jedoch mit seinem Koffer abwehren und wird in das Rettungsboot gezogen. O’Connell ist nicht mehr an Bord, hat aber auf Butterbrotpapier seine nächsten Ziele hinterlassen, sodass Walter sich nach Island mitnehmen lässt, wo der Fotograf unterwegs zum Vulkan Eyjafjallajökull ist. Mit Rad und Longboard fährt Walter nach Skógar, ohne zu erkennen, dass ein Vulkanausbruch unmittelbar bevorsteht und alle Einwohner dabei sind, die Gegend fluchtartig zu verlassen. Als er endlich ankommt, verpasst er O’Connell erneut, den er, auf der Tragfläche eines Doppeldeckers stehend, auf den ausbrechenden Vulkan zufliegen sieht. Schließlich wird Walter von einem Dorfbewohner in letzter Minute vor der herannahenden Aschewolke gerettet.
Per SMS erhält er einen Hilferuf seines Kollegen, der gefeuert wird, sollte das Foto nicht sofort auftauchen. Walter reist heim und erfährt, dass Hendricks mittlerweile unter anderem Cheryl entlassen hat. Da Walter das Foto nicht vorweisen kann, feuert Hendricks ihn ebenfalls. Von seiner Mutter erfährt Walter, dass O’Connell vor einer Woche in der Stadt war und sich bei ihr lobend über ihn geäußert hat: Walter würdige seine Fotos wie kein anderer und stelle sicher, dass sie so veröffentlicht würden, wie sie es verdient hätten. Dann habe er sich über Walters Arbeitszeiten informiert und sei nun nach Afghanistan unterwegs. Walter wirft daraufhin verärgert die lederne Geldbörse, O’Connells Geschenk an ihn, in den Müll.
Mit einem Mandarinenkuchen seiner Mutter im Gepäck macht er sich auf nach Afghanistan, wo er zwei Sherpas anheuert. Mit dem Mandarinenkuchen als Bestechungsmittel darf das Gespann durch das Gebiet der dort regierenden Warlords reisen. Im Hindukusch, auf gut 5000 Höhenmetern, trifft Walter endlich O’Connell, der gerade damit beschäftigt ist, einem Schneeleoparden aufzulauern, um ihn zu fotografieren. Es stellt sich heraus, dass Walter das vermisste Negativ die ganze Zeit unwissentlich mit sich herumgetragen hat. O’Connell hatte es in ein Seitenfach der ledernen Geldbörse gesteckt, um Walter mit dem besonderen Foto zu überraschen, das er als „Quintessenz des Lebens“ bezeichnet.
Da Walter illegal über den Jemen nach Afghanistan eingereist ist, wird ihm die Rückreise in die Vereinigten Staaten verweigert, bis Todd Maher eintrifft und für ihn bürgt. Wieder zuhause kümmert Walter sich um seine Mutter, die in ein betreutes Wohnheim für Senioren umziehen muss. Sie überreicht ihm unerwartet die Geldbörse, die er in ihren Müll geworfen hatte. Walter kontrolliert, ob sich das Negativ darin befindet, sieht es sich jedoch nicht an. Dann fährt er zum Gebäude des Life-Magazins und wirft Hendricks das Negativ auf den Tisch.
Einige Tage später, als er seine Abfindung bei der Personalabteilung abholt, trifft er Cheryl. Sie schlendern die Straße entlang und sehen an einem Kiosk die neue und zugleich letzte Life-Ausgabe, die morgens veröffentlicht wurde. Auf der Titelseite, die den Mitarbeitern des Magazins gewidmet ist, befindet sich das laut O’Connell beste Foto, das er jemals geschossen habe. Es zeigt Walter Mitty, wie er vor dem Gebäude des Life-Magazins sitzt und einen Kontaktabzug sichtet. Händchenhaltend setzen Walter und Cheryl ihren Weg fort.

## Hintergrund
Der Filmproduzent Samuel Goldwyn Jr., dessen Vater 1947 die erste Adaption der literarischen Vorlage produzierte, plante bereits 1994 ein Remake mit Jim Carrey in der Hauptrolle. Walt Disney Pictures bot sich zuerst als Produzent für den Film an, Goldwyn lehnte allerdings ab und entschied sich letztendlich für New Line Cinema, das bereits die Filme Dumm und Dümmer und Die Maske (beide 1994) mit Carrey produziert hatte. 1995 erwarb das Studio die Rechte für den Film, in dem Glauben, dass die The Samuel Goldwyn Company mit in kreative Entscheidungen für den Film involviert wäre. Babaloo Mandel und Lowell Ganz entwarfen im Juli 1997 ein erstes Drehbuch zum Film. Regie führen sollte Ron Howard, der das Projekt allerdings für EDtv wieder verließ.
Im Mai 1999 kontaktierte New Line Cinema den Regisseur Chuck Russell (Die Maske) mit der Bitte, das Drehbuch noch ein weiteres Mal neu zu verfassen und Howards Platz als Regisseur einzunehmen. Die Dreharbeiten sollten Anfang 2000 beginnen, wurden allerdings auf unbestimmte Zeit nach hinten verschoben. Um diesen Zeitraum arbeitete Peter Tolan an neuen Fassungen für das Drehbuch. Im November 2002 war New Line Cinema gezwungen, die Rechte zurück an Goldwyn zu geben, da er den Prozess bezüglich der Rechte zum Film gewann. Goldwyn gehört seitdem Paramount Pictures an. Im April 2011 wurde bekannt, dass Ben Stiller die Rolle des Walter Mitty sowie einen Teil der Produktion und die Regie des Filmes übernehmen würde. Als Executive Producer arbeitete der Pirates of the Caribbean-Regisseur Gore Verbinski.
Im April 2013 wurden erstmals auf dem US-Sender Fox 20 Minuten Filmmaterial von der CinemaCon in Las Vegas und ein Teaser-Trailer präsentiert. Auf Basis der gezeigten Filmausschnitte wurde über die Chancen des Films bei den anstehenden Filmpreisverleihungen spekuliert.
Die Premiere des Films fand am 5. Oktober 2013 beim New York Film Festival statt. Der Film wurde außerdem bei dem AFI Film Festival ausgewählt.
Als Manager Ted Hendricks den Angestellten Walter Mitty, der tagträumend vor der Kaffeemaschine steht, mit einer Büroklammer bewirft, zitiert Manager Hendricks dabei die Textzeile „Ground Control to Major Tom“ aus dem Song Space Oddity von Popsänger David Bowie von 1969. Später interpretiert die Büromitarbeiterin Cheryl Melhoff den Bowie-Song auf einer Akustikgitarre in einer grönländischen Kneipe. Als sich Walter Mitty mit seiner Kollegin Cheryl Melhoff im Stadtpark unterhält, spielt die Handlung die fantastische Kurzgeschichte des Schriftstellers F. Scott Fitzgerald über Benjamin Button nach, der als kleiner Greis zur Welt kommt und im Laufe seines Lebens immer jünger wird. In der Szene, in der Walter Mitty die grönländische Kneipe aufsucht, singt er dort mit einem bärtigen Kerl eher halbherzig den Popsong Don’t You Want Me von The Human League von 1981, was in eine wilde Schlägerei mündet. Als Walter Mitty im gelben Taxi sitzt, sieht er sich in der Talkshow von Conan O’Brien auftreten.

## Rezeption

### Kritik
Der Filmkritiken-Aggregator Rotten Tomatoes gibt dem Film basierend auf 160 Kritiken eine Durchschnittswertung von 49 %. Bei Metacritic ergibt sich ein Wert von 47 von 100 Punkten, basierend auf zwölf Kritiken, wodurch der Konsens zum Film als „mixed or average reviews“ ausfällt (dt.: „gemischte oder durchschnittliche Bewertungen“).
Peter Debruge von dem Variety Magazine kritisierte, dass der Film die satirischen Untertöne von Thurbers Kurzgeschichte nicht übersetzen könne und Stiller die Hauptrolle zu ernst spiele.
Sonja Hartl von Spielfilm.de schreibt in ihrem Fazit: „Ben Stiller hat mit einer guten Besetzung, einem tollen Soundtrack und guter Kameraarbeit einen schönen Film inszeniert, der letztlich in einer zu einfachen Lebensphilosophie mündet, anstatt sich auf die wahre Bedeutung der kleinen Momente zu besinnen.“
Bei Spiegel Online schrieb Christian Buß: „Eine kulturkritische und vor allem hoch aktuelle Groteske auf den Medienbetrieb ist ‚The Secret Life of Walter Mitty‘ geworden.“

### Auszeichnungen und Nominierungen
| Auszeichnung             | Datum            | Kategorie                                 | Gewinner und Nominierte                 | Ergebnis  |
| ------------------------ | ---------------- | ----------------------------------------- | --------------------------------------- | --------- |
| National Board of Review | 4. Dezember 2013 | Top-Ten-Filme (Best Top Ten Films)        | Das erstaunliche Leben des Walter Mitty | Gewonnen  |
| Satellite Awards         | 23. Februar 2014 | Beste Kameraführung (Best Cinematography) | Stuart Dryburgh                         | Nominiert |
| Satellite Awards         | 23. Februar 2014 | Beste Filmmusik (Best Original Score)     | Theodore Shapiro                        | Nominiert |

Die Deutsche Film- und Medienbewertung zeichnete Das erstaunliche Leben des Walter Mitty mit dem Prädikat Besonders wertvoll aus und kam zu dem Urteil: Der Film schildert das „Erwachen eines Mannes, der bisher wie im Halbschlaf durch sein Leben schlich.“ „Es ist zugleich komisch, anrührend und spannend, wie Walter auf seiner Suche immer mehr zu sich selber findet, seine Geduld, Warmherzigkeit und Sorgfalt als Stärken entdeckt und schließlich lernt, wie wichtig es ist, etwa einfach nur mit einem Freund und ein paar Jugendlichen in der Wildnis Fußball zu spielen.“
Das Magazin Brandchannel verlieh 2013 den jährlichen Award für die schlechteste Produktplatzierung in Kinofilmen an Das erstaunliche Leben des Walter Mitty, weil im Film das Life Magazine, die Fastfood-Kette Papa John’s und die Kuppelbörse eHarmony als integrale Bestandteile der Handlung verwendet, jedoch äußerst unglaubwürdig und schlecht recherchiert platziert worden sind.